# Mistrzostwa panamerykańskie w gimnastyce
Mistrzostwa panamerykańskie w gimnastyce – zawody gimnastyczne seniorów rozgrywane przez Panamerykańską Unię Gimnastyczną (PAGU) na terenie Ameryki. W 2014 roku odbyły się mistrzostwa trzech dyscyplin olimpijskich.

## Aerobik
| Lp  | Rok  | Miejsce            | Państwo   | Data                   |       |
| --- | ---- | ------------------ | --------- | ---------------------- | ----- |
| 1.  | 1999 | Mérida             | Wenezuela |                        |       |
| 2.  | 2001 | Santiago           | Chile     |                        |       |
| 3.  | 2005 | Meksyk             | Meksyk    |                        |       |
| 4.  | 2006 | San Cristóbal      | Wenezuela |                        |       |
| 5.  | 2007 | Morelos            | Meksyk    |                        |       |
| 6.  | 2009 | Morelos            | Meksyk    |                        |       |
| 7.  | 2010 | Balneário Camboriú | Brazylia  | 19–21 listopada        | [ 1 ] |
| 8.  | 2011 | San Felipe         | Wenezuela | 3–8 sierpnia           | [ 2 ] |
| 9.  | 2012 | Acapulco           | Meksyk    | 21–26 listopada        | [ 3 ] |
| 10. | 2013 | Santiago           | Chile     | 20–27 października     | [ 4 ] |
| 11. | 2015 | Oaxtepec           | Meksyk    | 13–19 grudnia          | [ 5 ] |
| 12. | 2016 | Lima               | Peru      | 24–27 listopada        | [ 6 ] |
| 13. | 2017 | Bogota             | Kolumbia  | 27–29 października     | [ 7 ] |
| 14. | 2018 | Lima               | Peru      | 29 listopada–1 grudnia | [ 8 ] |

## Gimnastyka akrobatyczna
| Lp | Rok  | Miejsce       | Państwo           | Data               |        |
| -- | ---- | ------------- | ----------------- | ------------------ | ------ |
| 1. | 2015 | Caguas        | Portoryko         | 9–11 października  | [ 9 ]  |
| 2. | 2017 | Daytona Beach | Stany Zjednoczone | 13–15 października | [ 10 ] |

## Gimnastyka artystyczna
| Rok  | Miejsce       | Państwo           | Data                   |        |
| ---- | ------------- | ----------------- | ---------------------- | ------ |
| 1997 | Medellín      | Kolumbia          | 2–7 lipca              |        |
| 2001 | Cancún        | Meksyk            | 2–7 października       |        |
| 2005 | Vitória       | Brazylia          | 11–13 listopada        |        |
| 2010 | Guadalajara   | Meksyk            | 2–5 grudnia            |        |
| 2014 | Mississauga   | Kanada            | 20 sierpnia–1 września | [ 11 ] |
| 2016 | Mérida        | Meksyk            | 6–9 listopada          | [ 12 ] |
| 2017 | Daytona Beach | Stany Zjednoczone | 13–15 października     | [ 10 ] |

## Gimnastyka sportowa
| Rok  | Miejsce        | Państwo   | Data                   |        |
| ---- | -------------- | --------- | ---------------------- | ------ |
| 1997 | Medellín       | Kolumbia  | 2–7 lipca              | [ 13 ] |
| 2001 | Cancún         | Meksyk    | 2–7 października       |        |
| 2004 | Maracaibo      | Wenezuela | 1–5 grudnia            |        |
| 2005 | Rio de Janeiro | Brazylia  | 6–9 października       | [ 14 ] |
| 2008 | Rosario        | Argentyna | 19–23 listopada        | [ 15 ] |
| 2010 | Guadalajara    | Meksyk    | 2–5 września           | [ 16 ] |
| 2012 | Medellín       | Kolumbia  | 19–25 czerwca          | [ 17 ] |
| 2013 | San Juan       | Portoryko | 8–11 sierpnia          | [ 18 ] |
| 2014 | Mississauga    | Kanada    | 19 sierpnia–1 września | [ 19 ] |
| 2016 | Sucre          | Boliwia   | 12–18 września         | [ 20 ] |
| 2017 | Lima           | Peru      | 10–12 sierpnia         | [ 21 ] |

## Skoki na trampolinie
| Rok  | Miejsce               | Państwo           | Data                   |        |
| ---- | --------------------- | ----------------- | ---------------------- | ------ |
| 2004 | Tampa                 | Stany Zjednoczone | 20–21 lipca            |        |
| 2006 | Monterrey             | Meksyk            | 18–19 sierpnia         |        |
| 2008 | Buenos Aires          | Argentyna         | 4–7 grudnia            | [ 22 ] |
| 2010 | Daytona Beach         | Stany Zjednoczone | 25–27 maja             | [ 23 ] |
| 2012 | Santiago de Querétaro | Meksyk            | 28 listopada–3 grudnia | [ 24 ] |
| 2014 | Mississauga           | Kanada            | 19 sierpnia–1 września | [ 25 ] |
| 2016 | Bogota                | Kolumbia          | 2–4 grudnia            | [ 26 ] |